# Vojislav Šešelj
Vojislav Šešelj (* 11. října 1954 Sarajevo) je srbský nacionalistický politik, odsouzený válečný zločinec, právník a zakladatel i předseda Srbské radikální strany, až do roku 2008 nejsilnější politické strany Srbska. Patřil k výrazným postavám jugoslávsko-srbské politiky 90. a raných nultých let.
Doma i v zahraničí vzbudil pozornost kromě svého fanatického nacionálního radikalismu též tím, že jako jeden z mála činitelů z dob jugoslávské občanské války a kosovské války obviněných z válečných zločinů Mezinárodním trestním tribunálem pro bývalou Jugoslávii (ICTY) se soudu dobrovolně a promptně vydal (2003), přičemž si vymohl, aby se hájil sám a na svou obhajobu ani nepovolal žádného svědka. Soud s ním vedený se neúměrně dlouho vlekl, byl špatně připraven, důkazní stránka byla vágní. Okolnosti a průběh jeho široce sledovaného a kritizovaného procesu vyvolaly podezření, že v pozadí byly také motivy politické, snaha jeho „odklizením“ určitým způsobem ovlivnit srbskou politickou scénu a napomoci zvenčí novému prozápadnímu směřování země.

## Vzdělání a osobní život
Narodil se v rodině bosenských Srbů v Sarajevu, kde i vystudoval práva a v roce 1979 se stal doktorem věd. Obhájil svoji práci o spojení marxismu a občanské společnosti. Byl asistent profesora na Sarajevské univerzitě.
Je ženatý a má čtyři syny.

## Politická kariéra

### Antikomunistou
V roce 1984 byl odsouzen v politickém procesu za kritiku komunistického režimu a kontrarevoluční aktivity k osmi letům odnětí svobody, ale v roce 1986 byl z vězení propuštěn. Po svém propuštění udržoval kontakty se srbským antikomunistickým exilem a v roce 1989 jej Momčilo Đujić, vůdce četniků z druhé světové války, povýšil do hodnosti vojvody.

### V opozici vůči Miloševičovi
V roce 1989 byl Šešelj spolu s Vukem Draškovićem a Mirko Jovićem spoluzakladatelem Srbské národní obnovy. Od ní přešel k radikálnějšímu Srbskému četnickému hnutí. Jugoslávský stát však odmítl registrovat stranu s takovým názvem, a tak později Šešelj představil nový subjekt s názvem Srbská radikální strana. Ve volbách v roce 1992 získala Šešeljova strana 27 % hlasů. Sám Šešelj se vypravil do Borova Sela v Chorvatsku během tamní války za nezávislost a veřejně podporoval genocidu chorvatského obyvatelstva.
Až do roku 1998 byla jeho strana v opozici vůči Miloševićově vládě, v letech 1994 a 1995 byl Šešelj za své opoziční aktivity dokonce vězněn.

### Členem Miloševičovy vlády
Během občanské války v Jugoslávii podporoval Republiku srbskou v Bosně a organizoval nábor srbských dobrovolníků. Podporoval politiku Slobodana Miloševiće v Kosovu, a to i během operace NATO vůči Jugoslávii a stal se místopředsedou Miloševićovy vlády.[zdroj⁠?!] Jeho vztah ke Slobodanu Miloševićovi však byl dlouhodobě problematický a postupem času se zhoršoval. O vlivné manželce jugoslávského prezidenta Miloševiće dokonce v televizi prohlásil, že není žena.
Šešelj deklaroval, že ve volbách v roce 2007 hodlá kandidovat za svou stranu.[zdroj⁠?!]

## Před soudem ICTY
V únoru 2003 na něj vydal Mezinárodní trestní tribunál pro bývalou Jugoslávii zatykač a Šešelj na něj reagoval tím, že se 24. února 2003 soudu sám vydal. Trvalo však další více než čtyři roky (listopad 2007), než vůbec proces s ním začal.
Odmítl všechna obvinění a chtěl se jako vystudovaný právník hájit sám, ale soud mu proti jeho vůli přidělil obhájce. V reakci na to a další postupy soudu, se kterými nesouhlasil, začal v 10. listopadu 2006 držet protestní hladovku a vysadil léky. Hladovkou se chtěl domoci svých požadavků, mezi něž patřilo: odvolání jemu přidělených obhájců, povolení návštěv jeho manželky a dětí, uznání jeho poradního týmu, zrušení limitu 800 slov pro jeho stížnosti, překládání soudních materiálů z angličtiny do srbštiny či odvolání, podle jeho názoru podjatých, soudců. Jeho zdravotní stav byl vážný a lékaři varovali, že pokud by v hladovce pokračoval, tak by brzy zemřel. 8. prosince 2006 soud jeho požadavky uznal a Šešelj hladovku ukončil. V listopadu 2014 byl ze zdravotních důvodů (rakovina) propuštěn na svobodu za podmínky, že se k soudu vrátí na vyzvání.
31. března 2016 byl Mezinárodním trestním tribunálem pro bývalou Jugoslávii zcela zproštěn obžaloby. Rozhodnutí, vydané jen týden po odsouzení jiného srbského radikála, Radovana Karadžiče, vyvolalo velké překvapení a ostrou kritiku, jak v balkánských státech (zejména v Chorvatsku, které Šešeljovi vzápětí zakázalo vstup na své území), tak na mezinárodním poli.
Mechanismus pro mezinárodní trestní tribunály (MICT), agentura OSN, která je též následnickou agenturou Mezinárodního trestního tribunálu pro bývalou Jugoslávii, se však proti rozsudku odvolal a odvolací tribunál nakonec odsoudil Šešelje 11. září 2018 k deseti letům odnětí svobody za zločiny proti lidskosti. Protože ale již seděl ve vyšetřovací vazbě tribunálu po dobu 11 a třičtvrtě roku, byl tento trest tedy splněn a Šešelj už zůstal na svobodě.